# The Bride of Lammermoor: A Tragedy of Bonnie Scotland
The Bride of Lammermoor: A Tragedy of Bonnie Scotland è un cortometraggio muto del 1909 diretto da J. Stuart Blackton. Il film è conosciuto anche con il titolo breve The Bride of Lammermoor.

## Trama
Una fanciulla, pur amando un altro, va in sposa a un duca che, con l'appoggio del padre di lei, l'ha indotta a credere che ormai sia diventata indifferente al suo amante. Quando, dopo le nozze, la giovane scopre la verità, non riuscirà a rassegnarsi e troverà rifugio prima nella follia e poi nella morte.

## Produzione
Il film fu prodotto dalla Vitagraph Company of America.

## Distribuzione
Distribuito dalla Vitagraph Company of America, il film - un cortometraggio di 165 metri - uscì nelle sale cinematografiche statunitensi il 5 gennaio 1909. Nelle proiezioni, veniva programmato con il sistema dello split reel, accorpato in un'unica bobina con un altro cortometraggio della Vitagraph, The Painting.
Non si conoscono copie ancora esistenti della pellicola che si presume perduta.